# Classe Kalaat Beni Hammed
Les Kalaat Beni Hammed sont deux navires de débarquement de type LST, utilisés par la marine algérienne. Ils sont identiques au Nasr al Bahr omanais. En temps de paix, la plateforme pour hélicoptère est très peu utilisée.

## Données techniques
Constructeurs
- Brooke Marine, Lowestoft, Royaume-Uni (472)[1]
- Vosper Thornycroft, Woolston, Royaume-Uni (473)[2]

### Électronique
- 1 radar de navigation Racal Decca TM.1226
- 1 contrôle de tir Marconi S.800
- 1 contrôle d'arme CSEE Naja
- 1 lance-leurres Wallop Barricade
- 1 détecteur radar Racal Cutlass
- 1 brouilleur Racal Cygnus

### Artillerie
- 2 (1 × 2) Breda de 40/70 mm
- 4 (2 × 2) de 25/65 mm

### Capacité de transport
- 240 fantassins
- 7 chars T-90S
- 380 t de matériel

## Bateaux
| Bateau                   | Image | Mis en service | Lancement   | Sur cale         | Parcours | Date retrait |
| ------------------------ | ----- | -------------- | ----------- | ---------------- | -------- | ------------ |
| Kalaat Beni Hammad (472) |       | avril 1984     | 18 mai 1983 | décembre 1981    |          |              |
| Kalaat Beni Rached (473) |       | octobre 1984   | 15 mai 1984 | 20 décembre 1982 |          |              |